# Damson, French
Damson, French es una variedad cultivar de ciruelo (Prunus domestica subsp. insititia), de las denominadas ciruelas europeas.
Una variedad de ciruela que se cree que es de origen francés, fue descrita en los EE. UU. en 1889.
Las frutas tienen un tamaño pequeño a mediano, piel gruesa, ácida, siendo el color de la piel negro azulado oscuro, y pulpa de color verde amarillento, textura bastante firme, jugosa y subácida con un sabor auténtico a ciruela, bueno y bastante rico.

## Sinonimia
- "French Damson",
- "French".

## Historia
La ciruela 'Damson, French' es una variedad que se cree que es de origen francés. Fue descrita en los EE. UU. en 1889.
Probablemente, S. D. Willard, un viverista de Geneva, Nueva York, introdujo la variedad 'French' en este país; al menos, se hizo notar principalmente por sus recomendaciones. Se desconoce su origen, pero probablemente se trate de una variedad introducida desde Francia y puede ser una variedad antigua que ha cambiado de nombre.
Se considera que es una cepa de la Prunus domestica subsp. insititia, en Inglaterra y países anglo sajones se las nombran como "Bullace" que generalmente se usa para referirse a ciruelas con forma esférica, a diferencia de las ciruelas "Damascenas"-"Damson" que se refieren a las que tienen forma ovalada.
La variedad de ciruela 'Damson, French' ha sido descrita por : 1. Mich. Hort. Soc. Rpt. 289. 1889. 2. Ibid. 64. 1891. 3. Cornell Sta. Bul. 131:184 fig. 40 I. 1897. 4. Mich. Sta. Bul. 169:245. 1899. 5. Waugh Plum Cult. 129. 1901.
'Damson, French' está cultivada en diversos bancos de germoplasma de cultivos vivos, tales como en National Fruit Collection (Colección Nacional de Fruta) de Reino Unido con el número de accesión: 1948-588 y Nombre Accesión : Damson, French. El espécimen fue recibido en el «National Fruit Trials» (Probatorio Nacional de Frutas), para evaluar sus características en 1948, procedente de la University of Kentucky.

## Características
'Damson, French' es árbol grande, vigoroso, extendido, de copa densa, resistente, productivo; ramas numerosas, de color gris ceniza, ásperas, espinosas, con lenticelas de tamaño variable; ramillas propensas a desarrollar espolones en la base, más bien delgadas, cortas, con entrenudos cortos, de color rojo verdoso que cambia a marrón oscuro-pardusco, opacas, algo en zigzag, densamente pubescentes, con lenticelas pequeñas y discretas; yemas de las hojas de tamaño y longitud intermedios, puntiagudas, libres. Flor blanca, que tiene un tiempo de floración que comienza a partir del 16 de abril con el 10% de floración, para el 21 de abril tiene una floración completa (80%), y para el 2 de mayo tiene un 90% de caída de pétalos.
'Damson, French' tiene una talla de tamaño pequeño a mediano de forma ligeramente ovalada que se estrecha hacia el ápice, ligera asimetría, cavidad poco profunda, estrecha, abrupta, sutura pronunciada, una línea distinta; ápice redondeado, con peso promedio de 20.80 g; epidermis tiene una piel gruesa, ácida, siendo el color de la piel negro azulado oscuro, cubierto de pruina de mediano espesor, punteado pequeño, pocos; pedúnculo glabro, con una longitud promedio de 12.90 mm, pubescente, bien adherido al fruto con la cavidad del pedúnculo estrecha y apenas pronunciada; pulpa de color verde amarillento, textura bastante firme, jugosa y subácida con un sabor auténtico a ciruela, bueno y bastante rico.
Hueso de semi adherido, no adherido libre y a veces sin hueso, alargado prominente ventral, sutura ventral estrecha, alada, sutura dorsal aguda o levemente surcada.
Su tiempo de recogida de cosecha es temprano, se inicia en su maduración de finales de septiembre a principios de octubre.

## Usos
Esta ciruela es bien conocida en diversos estados de EE. UU.. Una verdadera fruta dulce de "postre", más parecida al concepto de sabor que tenemos de una ciruela. Además hace unos muy buenos guisos, licores, mermeladas, empanadas, y para congelación.